# RusForest
RusForest AB (fram till 2009 Varyag Resources AB) är ett börsnoterat svenskt skogs- och sågverksbolag verksamt i östra Sibirien samt i Archangelskregionen i Ryssland. Bolaget förfogar över omkring 3,6 miljoner kubikmeter årliga avverkningsrätter ("AAC") genom långfristiga skogsarrenden som omfattar omkring 3 miljoner hektar skog. RusForest äger fem sågverk i nära anslutning till skogsarrendena och kan själv förse råvara till mer än 400 000 kubikmeter sågade trävaror per år.
Företagets aktie är noterad på Stockholmsbörsens First North lista. Första handelsdag var 7 augusti 2006.